# Emilie Kroyer Koppel
Emilie Kroyer Koppel (* 7. Juni 2002 in Kopenhagen) ist eine dänische Schauspielerin.

## Biografie
Koppel ist die Tochter von Nikolaj Koppel. Ihr Debüt gab sie 2017 in dem Film Du forsvinder. Anschließend war sie 2018 in Happy ending zu sehen. Danach wurde sie 2019 für den Film Kollision gecastet. 2020 lieh Koppel unter anderem Mina in Mina und die Traumzauberer ihre Stimme. Außerdem trat sie 2022 in der Serie Nordland 99 auf. 2023 bekam sie in Ustyrlig die Hauptrolle.
Koppel ist mit dem Schauspieler Lucas Lynggaard Tønnesen liiert.

## Filmografie
Filme
- 2017: Du forsvinder
- 2018: Happy ending
- 2019: Kollision
- 2020: Mina und die Traumzauberer
- 2023: Ustyrlig

Serien
- 2022: Nordland 99